# A.S. Handball Albatro Siracusa 2010-2011

## Stagione
L'Albatro Teamnetwork Siracusa partecipa nella stagione 2010-2011 al campionato di Serie A1. Al termine della stagione regolare, dopo essersi classificata al sesto posto, rinuncerà al campionato di massima serie per problemi economici, ripartendo dal campionato di Serie B.